# Cebus brunneus
Cebus brunneus är en art i underfamiljen kapuciner som förekommer i norra Sydamerika. Populationen listades länge som underart till andra kapuciner (oftast till gråtande kapucin) och den godkänns sedan början av 2010-talet som art.

## Utseende
För artens holotyp registrerades en kroppslängd (huvud och bål) av 42 cm och en svanslängd av 44 cm men ingen vikt. Håren som bildar den långa och tjocka pälsen på ovansidan är vid roten gråa, i mitten kastanjebruna till svarta och vid spetsen ljusare bruna. Allmänt är ryggens topp mörkast och regionen kring axlarna ljus. Pälsen kring ansiktets övre delar har en blek gulgrå färg. På huvudets topp förekommer en mörk luva och vid luvans framkant finns en V-formig mörk fläck som fortsätter som en smal linje mot nosen. Ansiktets nedre delar är ljusgrå till vita. På undersidan förekommer bara glest fördelade hår som oftast är bruna till svarta med vissa variationer. Svansen har samma pälsfärg som ovansidan.

## Utbredning
Cebus brunneus lever i norra Venezuela och på Trinidad. Populationen på ön infördes antagligen av människor. Habitatet varierar mellan fuktiga skogar i låglandet och i bergstrakter, torra och delvis lövfällande skogar samt galleriskogar.

## Ekologi
Individerna omformar blad till kärl för att dricka vatten som finns i trädens håligheter. Allmänt antas levnadssättet vara lika som hos andra kapuciner.

## Status
För beståndet i Venezuela är inga hot kända. Populationen på Trinidad är däremot liten och känslig för förändringar. Hela beståndet listas av IUCN som livskraftig (LC).